# SZ Весов
SZ Весов (лат. SZ Librae) — двойная затменная переменная звезда типа Беты Лиры (EB:) в созвездии Весов на расстоянии (вычисленном из значения параллакса) приблизительно 26430 световых лет (около 8104 парсеков) от Солнца. Видимая звёздная величина звезды — от +13,5m до +12,5m. Орбитальный период — около 6,65 суток.